# Orazio (Corneille)
Orazio (Horace in lingua francese) è una tragedia in 5 atti del 1639, con la quale Pierre Corneille inizia il ciclo di argomento romano. Trae spunto dagli Ab Urbe condita libri di Tito Livio.

## Trama

### Atto I
Albalonga e Roma sono in guerra, viene deciso di scegliere tre campioni il cui scontro deciderà le sorti della guerra.

### Atto II
Vengono scelti per Alba i fratelli Curiazi e per Roma i fratelli Orazi, le due famiglie sono unite per matrimoni. Orazio si prepara felice alla battaglia mentre ben diverso è lo stato d'animo di Curiazio.

### Atto III
La battaglia è in corso, due degli Orazi sono morti e il terzo si è dato alla fuga. Il vecchio Orazio si prepara ad uccidere il figlio che si è mostrato vigliacco.

### Atto IV
La fuga in realtà era solamente una finta, l'ultimo fratello infatti, facendo disperdere gli altri tre, riesce a ucciderli. Orazio esulta mentre sua sorella piange e maledice Roma e per questo viene uccisa dal fratello vincitore.

### Atto V
Orazio deve essere giudicato per il reato di fratricidio, gli viene salvata la vita.